# パルモリ
パルモリ（イタリア語: Palmoli）は、イタリア共和国アブルッツォ州キエーティ県にある、人口約900人の基礎自治体（コムーネ）。

## 地理

### 位置・広がり

#### 隣接コムーネ
隣接するコムーネは以下の通り。
- カルンキオ
- チェレンツァ・スル・トリーニョ
- ドリオーラ
- フレザグランディナーリア
- フルチ
- リーシャ
- サン・ブオーノ
- トゥフィッロ

## 行政

### 分離集落
パルモリには、以下の分離集落（フラツィオーネ）がある。
- Cannavela, Fonte la Casa, Immerse, Melania, Pezzo Grosso, Santo Ianni ecc.